# Medaglia del 25° anniversario di episcopato di papa Pio XII
La medaglia del 25º anniversario di episcopato di papa Pio XII venne istituita da papa Pio XII per premiare quanti avessero preso parte agli eventi del suo giubileo episcopale nel 1942. La medaglia venne distribuita anche ai militari della seconda guerra mondiale che si recarono in udienza presso il pontefice, motivo per cui essa è nota anche col nome di medaglia per gli operatori di pace. Data la sua particolare natura, la medaglia venne assegnata al posto della Medaglia Benemerenti per l'anno 1942.

## Insegne
La medaglia era composta da un tondo di bronzo riportante al diritto il busto di papa Pio XII rivolto verso sinistra ed attorniato dalla legenda "PIVS XII PONTIFEX MAXIMVS - ANNO XXV AB INITIO EPISCOPATV" ed affiancato dalla data MDCCCCXLII. Il rovescio riportava invece nel campo lo stemma di Pio XII affiancato dalla scritta "OPVS IVSTITIAE PAX" e dall'indicazione "BENEMERENTI".
Il nastro era di colore verde con una fascia gialla e bianca al centro.